# 霍利約克山脈
82°13′S 160°0′E / 82.217°S 160.000°E
霍利約克山脈（英語：Holyoake Range）是南極洲的山脈，位於奧次地，屬於邱吉爾山脈的一部分，全長46公里，從菲利普親王冰川延伸至埃倫特冰川，由新西蘭的探險隊命名。